# Jankov (kraj środkowoczeski)
Jankov – gmina w Czechach, w kraju środkowoczeskim, w powiecie Benešov, 59 kilometrów na południowy wschód od Pragi. Według danych Czeskiego Urzędu Statystycznego z dnia 1 stycznia 2023 liczyła 922 mieszkańców.